# 3C 66B
3C 66B (也稱為3C 66) 是位於仙女座的一個橢圓形西佛 電波星系，估計其紅移為 0.021258，距離大約3億光年。
3C 66B的軌道運動顯示應該是一對以1.05 ± 0.03 年週期互繞著的超大質量黑洞聯星系 (SMBHB)。但這種說法後來證實是錯誤的 (95%的確定性)。

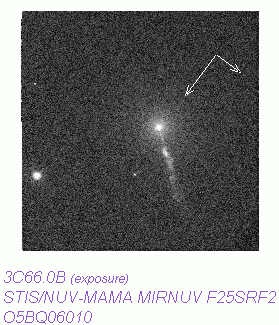
哈伯遺贈檔案的3C 66B噴出噴流的近紅外線影像。

距離大約5,500萬光年的梅西爾87 (M87)是距離地球最近，並且有著活躍星系核的巨大橢圓星系。3C 66B平滑的噴流足以和M87的一較高下。

## 外部連結
- www.jb.man.ac.uk/atlas/（页面存档备份，存于） (J. P. Leahy)
- 3C66B = B0220+427（页面存档备份，存于） (Alan Bridle / 31 May 2006)
- Wikisky image（页面存档备份，存于） of PGC 9067